# Gierdämpfer
Ein Gierdämpfer (engl. yaw damper, Y/D) ist ein in Flugzeugen verwendetes automatisches System, das unerwünschtes Gieren, d. h. Drehen um die Hochachse, durch Gegensteuern mit dem Seitenruder verhindert. 
Eingeführt wurde das System in den 1960er Jahren mit den ersten Passagier-Jets, die im Grenzschallbereich flogen und zu Schwingungen um die Hochachse, sogenannten Dutch Rolls, neigten. Diese waren für die Passagiere unangenehm und sowohl durch den Piloten als auch den Autopiloten schwierig zu kompensieren. Gierdämpfer dienen darüber hinaus auch der Kompensation der – von Passagieren ebenfalls als unangenehm empfundenen – Gierneigung bei Kurvenflügen mittels Autopilot.

## Arbeitsweise
Ein Sensor – heute im Regelfall auf Basis eines Gyroskops – ermittelt die Gierrate, d. h. die Winkelgeschwindigkeit, mit der die Maschine giert. Aus den so ermittelten Werten wird errechnet, wie das Ruder bewegt werden muss, um die Gierbewegung auszugleichen. Bei Flugzeugen ohne Fly-by-Wire müssen die resultierenden Steuerbefehle durch gesonderte Elemente (z. B. Servomotoren) in mechanische Ruderbewegungen umgesetzt werden.
Um Beeinträchtigungen der Flugsicherheit durch Fehlfunktionen im Gierdämpfer zu vermeiden, kann der maximal zu erreichende Ruderausschlag begrenzt werden. Bei der Boeing 727 sind beispielsweise maximal 5° Auslenkung möglich.
Die optische Signalisierung des Betriebszustandes von Gierdämpfern im Cockpit erfolgt durch eine Warnleuchte, die aufleuchtet, wenn die Gierdämpfung aktiv wird.
Bei einigen Flugzeugen leuchtet auch eine Warnleuchte, wenn der Gierdämpfer ausgeschaltet ist (z. B. Boeing 737 NG).